# Kiem (dopływ Jeniseju)
Kiem (ros. Кемь)  – rzeka w azjatyckiej części Rosji, w Kraju Krasnojarskim, lewy dopływ rzeki Jenisej.
Rzeka płynie przez południowo-wschodnie obrzeża niziny Zachodniosyberyjskiej w szerokiej dolinie. Uchodzi do rzeki Jenisej. W maju występuje na niej wysoki stan wody, w związku z topnieniem śniegów, natomiast w deszczowe lato występuje z koryta i powoduje powodzie.